# 1758
Portal Geschichte | Portal Biografien | Aktuelle Ereignisse | Jahreskalender | Tagesartikel

◄ |
17. Jahrhundert |
18. Jahrhundert
| 19. Jahrhundert | ►

◄ |
1720er |
1730er |
1740er |
1750er
| 1760er | 1770er | 1780er | ►

◄◄ |
◄ |
1754 |
1755 |
1756 |
1757 |
1758
| 1759 | 1760 | 1761 | 1762 | ► | ►►
Staatsoberhäupter  · Nekrolog · Kunstjahr · Literaturjahr · Musikjahr
| Januar | Januar | Januar | Januar | Januar | Januar | Januar | Januar |
| Kw     | Mo     | Di     | Mi     | Do     | Fr     | Sa     | So     |
| ------ | ------ | ------ | ------ | ------ | ------ | ------ | ------ |
| 52     |        |        |        |        |        |        | 1      |
| 1      | 2      | 3      | 4      | 5      | 6      | 7      | 8      |
| 2      | 9      | 10     | 11     | 12     | 13     | 14     | 15     |
| 3      | 16     | 17     | 18     | 19     | 20     | 21     | 22     |
| 4      | 23     | 24     | 25     | 26     | 27     | 28     | 29     |
| 5      | 30     | 31     |        |        |        |        |        |

| Februar | Februar | Februar | Februar | Februar | Februar | Februar | Februar |
| Kw      | Mo      | Di      | Mi      | Do      | Fr      | Sa      | So      |
| ------- | ------- | ------- | ------- | ------- | ------- | ------- | ------- |
| 5       |         |         | 1       | 2       | 3       | 4       | 5       |
| 6       | 6       | 7       | 8       | 9       | 10      | 11      | 12      |
| 7       | 13      | 14      | 15      | 16      | 17      | 18      | 19      |
| 8       | 20      | 21      | 22      | 23      | 24      | 25      | 26      |
| 9       | 27      | 28      |         |         |         |         |         |

| März | März | März | März | März | März | März | März |
| Kw   | Mo   | Di   | Mi   | Do   | Fr   | Sa   | So   |
| ---- | ---- | ---- | ---- | ---- | ---- | ---- | ---- |
| 9    |      |      | 1    | 2    | 3    | 4    | 5    |
| 10   | 6    | 7    | 8    | 9    | 10   | 11   | 12   |
| 11   | 13   | 14   | 15   | 16   | 17   | 18   | 19   |
| 12   | 20   | 21   | 22   | 23   | 24   | 25   | 26   |
| 13   | 27   | 28   | 29   | 30   | 31   |      |      |

| April | April | April | April | April | April | April | April |
| Kw    | Mo    | Di    | Mi    | Do    | Fr    | Sa    | So    |
| ----- | ----- | ----- | ----- | ----- | ----- | ----- | ----- |
| 13    |       |       |       |       |       | 1     | 2     |
| 14    | 3     | 4     | 5     | 6     | 7     | 8     | 9     |
| 15    | 10    | 11    | 12    | 13    | 14    | 15    | 16    |
| 16    | 17    | 18    | 19    | 20    | 21    | 22    | 23    |
| 17    | 24    | 25    | 26    | 27    | 28    | 29    | 30    |

| Mai | Mai | Mai | Mai | Mai | Mai | Mai | Mai |
| Kw  | Mo  | Di  | Mi  | Do  | Fr  | Sa  | So  |
| --- | --- | --- | --- | --- | --- | --- | --- |
| 18  | 1   | 2   | 3   | 4   | 5   | 6   | 7   |
| 19  | 8   | 9   | 10  | 11  | 12  | 13  | 14  |
| 20  | 15  | 16  | 17  | 18  | 19  | 20  | 21  |
| 21  | 22  | 23  | 24  | 25  | 26  | 27  | 28  |
| 22  | 29  | 30  | 31  |     |     |     |     |

| Juni | Juni | Juni | Juni | Juni | Juni | Juni | Juni |
| Kw   | Mo   | Di   | Mi   | Do   | Fr   | Sa   | So   |
| ---- | ---- | ---- | ---- | ---- | ---- | ---- | ---- |
| 22   |      |      |      | 1    | 2    | 3    | 4    |
| 23   | 5    | 6    | 7    | 8    | 9    | 10   | 11   |
| 24   | 12   | 13   | 14   | 15   | 16   | 17   | 18   |
| 25   | 19   | 20   | 21   | 22   | 23   | 24   | 25   |
| 26   | 26   | 27   | 28   | 29   | 30   |      |      |

| Juli | Juli | Juli | Juli | Juli | Juli | Juli | Juli |
| Kw   | Mo   | Di   | Mi   | Do   | Fr   | Sa   | So   |
| ---- | ---- | ---- | ---- | ---- | ---- | ---- | ---- |
| 26   |      |      |      |      |      | 1    | 2    |
| 27   | 3    | 4    | 5    | 6    | 7    | 8    | 9    |
| 28   | 10   | 11   | 12   | 13   | 14   | 15   | 16   |
| 29   | 17   | 18   | 19   | 20   | 21   | 22   | 23   |
| 30   | 24   | 25   | 26   | 27   | 28   | 29   | 30   |
| 31   | 31   |      |      |      |      |      |      |

| August | August | August | August | August | August | August | August |
| Kw     | Mo     | Di     | Mi     | Do     | Fr     | Sa     | So     |
| ------ | ------ | ------ | ------ | ------ | ------ | ------ | ------ |
| 31     |        | 1      | 2      | 3      | 4      | 5      | 6      |
| 32     | 7      | 8      | 9      | 10     | 11     | 12     | 13     |
| 33     | 14     | 15     | 16     | 17     | 18     | 19     | 20     |
| 34     | 21     | 22     | 23     | 24     | 25     | 26     | 27     |
| 35     | 28     | 29     | 30     | 31     |        |        |        |

| September | September | September | September | September | September | September | September |
| Kw        | Mo        | Di        | Mi        | Do        | Fr        | Sa        | So        |
| --------- | --------- | --------- | --------- | --------- | --------- | --------- | --------- |
| 35        |           |           |           |           | 1         | 2         | 3         |
| 36        | 4         | 5         | 6         | 7         | 8         | 9         | 10        |
| 37        | 11        | 12        | 13        | 14        | 15        | 16        | 17        |
| 38        | 18        | 19        | 20        | 21        | 22        | 23        | 24        |
| 39        | 25        | 26        | 27        | 28        | 29        | 30        |           |

| Oktober | Oktober | Oktober | Oktober | Oktober | Oktober | Oktober | Oktober |
| Kw      | Mo      | Di      | Mi      | Do      | Fr      | Sa      | So      |
| ------- | ------- | ------- | ------- | ------- | ------- | ------- | ------- |
| 39      |         |         |         |         |         |         | 1       |
| 40      | 2       | 3       | 4       | 5       | 6       | 7       | 8       |
| 41      | 9       | 10      | 11      | 12      | 13      | 14      | 15      |
| 42      | 16      | 17      | 18      | 19      | 20      | 21      | 22      |
| 43      | 23      | 24      | 25      | 26      | 27      | 28      | 29      |
| 44      | 30      | 31      |         |         |         |         |         |

| November | November | November | November | November | November | November | November |
| Kw       | Mo       | Di       | Mi       | Do       | Fr       | Sa       | So       |
| -------- | -------- | -------- | -------- | -------- | -------- | -------- | -------- |
| 44       |          |          | 1        | 2        | 3        | 4        | 5        |
| 45       | 6        | 7        | 8        | 9        | 10       | 11       | 12       |
| 46       | 13       | 14       | 15       | 16       | 17       | 18       | 19       |
| 47       | 20       | 21       | 22       | 23       | 24       | 25       | 26       |
| 48       | 27       | 28       | 29       | 30       |          |          |          |

| Dezember | Dezember | Dezember | Dezember | Dezember | Dezember | Dezember | Dezember |
| Kw       | Mo       | Di       | Mi       | Do       | Fr       | Sa       | So       |
| -------- | -------- | -------- | -------- | -------- | -------- | -------- | -------- |
| 48       |          |          |          |          | 1        | 2        | 3        |
| 49       | 4        | 5        | 6        | 7        | 8        | 9        | 10       |
| 50       | 11       | 12       | 13       | 14       | 15       | 16       | 17       |
| 51       | 18       | 19       | 20       | 21       | 22       | 23       | 24       |
| 52       | 25       | 26       | 27       | 28       | 29       | 30       | 31       |

| Januar | Januar | Januar | Januar | Januar | Januar | Januar | Januar |
| Kw     | Mo     | Di     | Mi     | Do     | Fr     | Sa     | So     |
| ------ | ------ | ------ | ------ | ------ | ------ | ------ | ------ |
| 52     |        |        |        |        |        |        | 1      |
| 1      | 2      | 3      | 4      | 5      | 6      | 7      | 8      |
| 2      | 9      | 10     | 11     | 12     | 13     | 14     | 15     |
| 3      | 16     | 17     | 18     | 19     | 20     | 21     | 22     |
| 4      | 23     | 24     | 25     | 26     | 27     | 28     | 29     |
| 5      | 30     | 31     |        |        |        |        |        |

| Februar | Februar | Februar | Februar | Februar | Februar | Februar | Februar |
| Kw      | Mo      | Di      | Mi      | Do      | Fr      | Sa      | So      |
| ------- | ------- | ------- | ------- | ------- | ------- | ------- | ------- |
| 5       |         |         | 1       | 2       | 3       | 4       | 5       |
| 6       | 6       | 7       | 8       | 9       | 10      | 11      | 12      |
| 7       | 13      | 14      | 15      | 16      | 17      | 18      | 19      |
| 8       | 20      | 21      | 22      | 23      | 24      | 25      | 26      |
| 9       | 27      | 28      |         |         |         |         |         |

| März | März | März | März | März | März | März | März |
| Kw   | Mo   | Di   | Mi   | Do   | Fr   | Sa   | So   |
| ---- | ---- | ---- | ---- | ---- | ---- | ---- | ---- |
| 9    |      |      | 1    | 2    | 3    | 4    | 5    |
| 10   | 6    | 7    | 8    | 9    | 10   | 11   | 12   |
| 11   | 13   | 14   | 15   | 16   | 17   | 18   | 19   |
| 12   | 20   | 21   | 22   | 23   | 24   | 25   | 26   |
| 13   | 27   | 28   | 29   | 30   | 31   |      |      |

| April | April | April | April | April | April | April | April |
| Kw    | Mo    | Di    | Mi    | Do    | Fr    | Sa    | So    |
| ----- | ----- | ----- | ----- | ----- | ----- | ----- | ----- |
| 13    |       |       |       |       |       | 1     | 2     |
| 14    | 3     | 4     | 5     | 6     | 7     | 8     | 9     |
| 15    | 10    | 11    | 12    | 13    | 14    | 15    | 16    |
| 16    | 17    | 18    | 19    | 20    | 21    | 22    | 23    |
| 17    | 24    | 25    | 26    | 27    | 28    | 29    | 30    |

| Mai | Mai | Mai | Mai | Mai | Mai | Mai | Mai |
| Kw  | Mo  | Di  | Mi  | Do  | Fr  | Sa  | So  |
| --- | --- | --- | --- | --- | --- | --- | --- |
| 18  | 1   | 2   | 3   | 4   | 5   | 6   | 7   |
| 19  | 8   | 9   | 10  | 11  | 12  | 13  | 14  |
| 20  | 15  | 16  | 17  | 18  | 19  | 20  | 21  |
| 21  | 22  | 23  | 24  | 25  | 26  | 27  | 28  |
| 22  | 29  | 30  | 31  |     |     |     |     |

| Juni | Juni | Juni | Juni | Juni | Juni | Juni | Juni |
| Kw   | Mo   | Di   | Mi   | Do   | Fr   | Sa   | So   |
| ---- | ---- | ---- | ---- | ---- | ---- | ---- | ---- |
| 22   |      |      |      | 1    | 2    | 3    | 4    |
| 23   | 5    | 6    | 7    | 8    | 9    | 10   | 11   |
| 24   | 12   | 13   | 14   | 15   | 16   | 17   | 18   |
| 25   | 19   | 20   | 21   | 22   | 23   | 24   | 25   |
| 26   | 26   | 27   | 28   | 29   | 30   |      |      |

| Juli | Juli | Juli | Juli | Juli | Juli | Juli | Juli |
| Kw   | Mo   | Di   | Mi   | Do   | Fr   | Sa   | So   |
| ---- | ---- | ---- | ---- | ---- | ---- | ---- | ---- |
| 26   |      |      |      |      |      | 1    | 2    |
| 27   | 3    | 4    | 5    | 6    | 7    | 8    | 9    |
| 28   | 10   | 11   | 12   | 13   | 14   | 15   | 16   |
| 29   | 17   | 18   | 19   | 20   | 21   | 22   | 23   |
| 30   | 24   | 25   | 26   | 27   | 28   | 29   | 30   |
| 31   | 31   |      |      |      |      |      |      |

| August | August | August | August | August | August | August | August |
| Kw     | Mo     | Di     | Mi     | Do     | Fr     | Sa     | So     |
| ------ | ------ | ------ | ------ | ------ | ------ | ------ | ------ |
| 31     |        | 1      | 2      | 3      | 4      | 5      | 6      |
| 32     | 7      | 8      | 9      | 10     | 11     | 12     | 13     |
| 33     | 14     | 15     | 16     | 17     | 18     | 19     | 20     |
| 34     | 21     | 22     | 23     | 24     | 25     | 26     | 27     |
| 35     | 28     | 29     | 30     | 31     |        |        |        |

| September | September | September | September | September | September | September | September |
| Kw        | Mo        | Di        | Mi        | Do        | Fr        | Sa        | So        |
| --------- | --------- | --------- | --------- | --------- | --------- | --------- | --------- |
| 35        |           |           |           |           | 1         | 2         | 3         |
| 36        | 4         | 5         | 6         | 7         | 8         | 9         | 10        |
| 37        | 11        | 12        | 13        | 14        | 15        | 16        | 17        |
| 38        | 18        | 19        | 20        | 21        | 22        | 23        | 24        |
| 39        | 25        | 26        | 27        | 28        | 29        | 30        |           |

| Oktober | Oktober | Oktober | Oktober | Oktober | Oktober | Oktober | Oktober |
| Kw      | Mo      | Di      | Mi      | Do      | Fr      | Sa      | So      |
| ------- | ------- | ------- | ------- | ------- | ------- | ------- | ------- |
| 39      |         |         |         |         |         |         | 1       |
| 40      | 2       | 3       | 4       | 5       | 6       | 7       | 8       |
| 41      | 9       | 10      | 11      | 12      | 13      | 14      | 15      |
| 42      | 16      | 17      | 18      | 19      | 20      | 21      | 22      |
| 43      | 23      | 24      | 25      | 26      | 27      | 28      | 29      |
| 44      | 30      | 31      |         |         |         |         |         |

| November | November | November | November | November | November | November | November |
| Kw       | Mo       | Di       | Mi       | Do       | Fr       | Sa       | So       |
| -------- | -------- | -------- | -------- | -------- | -------- | -------- | -------- |
| 44       |          |          | 1        | 2        | 3        | 4        | 5        |
| 45       | 6        | 7        | 8        | 9        | 10       | 11       | 12       |
| 46       | 13       | 14       | 15       | 16       | 17       | 18       | 19       |
| 47       | 20       | 21       | 22       | 23       | 24       | 25       | 26       |
| 48       | 27       | 28       | 29       | 30       |          |          |          |

| Dezember | Dezember | Dezember | Dezember | Dezember | Dezember | Dezember | Dezember |
| Kw       | Mo       | Di       | Mi       | Do       | Fr       | Sa       | So       |
| -------- | -------- | -------- | -------- | -------- | -------- | -------- | -------- |
| 48       |          |          |          |          | 1        | 2        | 3        |
| 49       | 4        | 5        | 6        | 7        | 8        | 9        | 10       |
| 50       | 11       | 12       | 13       | 14       | 15       | 16       | 17       |
| 51       | 18       | 19       | 20       | 21       | 22       | 23       | 24       |
| 52       | 25       | 26       | 27       | 28       | 29       | 30       | 31       |

## Ereignisse

### Politik und Weltgeschehen

#### Siebenjähriger Krieg in Europa
- Anfang des Jahres: Russische Truppen unter Graf Wilhelm von Fermor besetzen erneut Ostpreußen, dringen in die Neumark ein und beabsichtigen, sich mit den Österreichern, die aus Böhmen vormarschieren sollen, zu vereinigen.

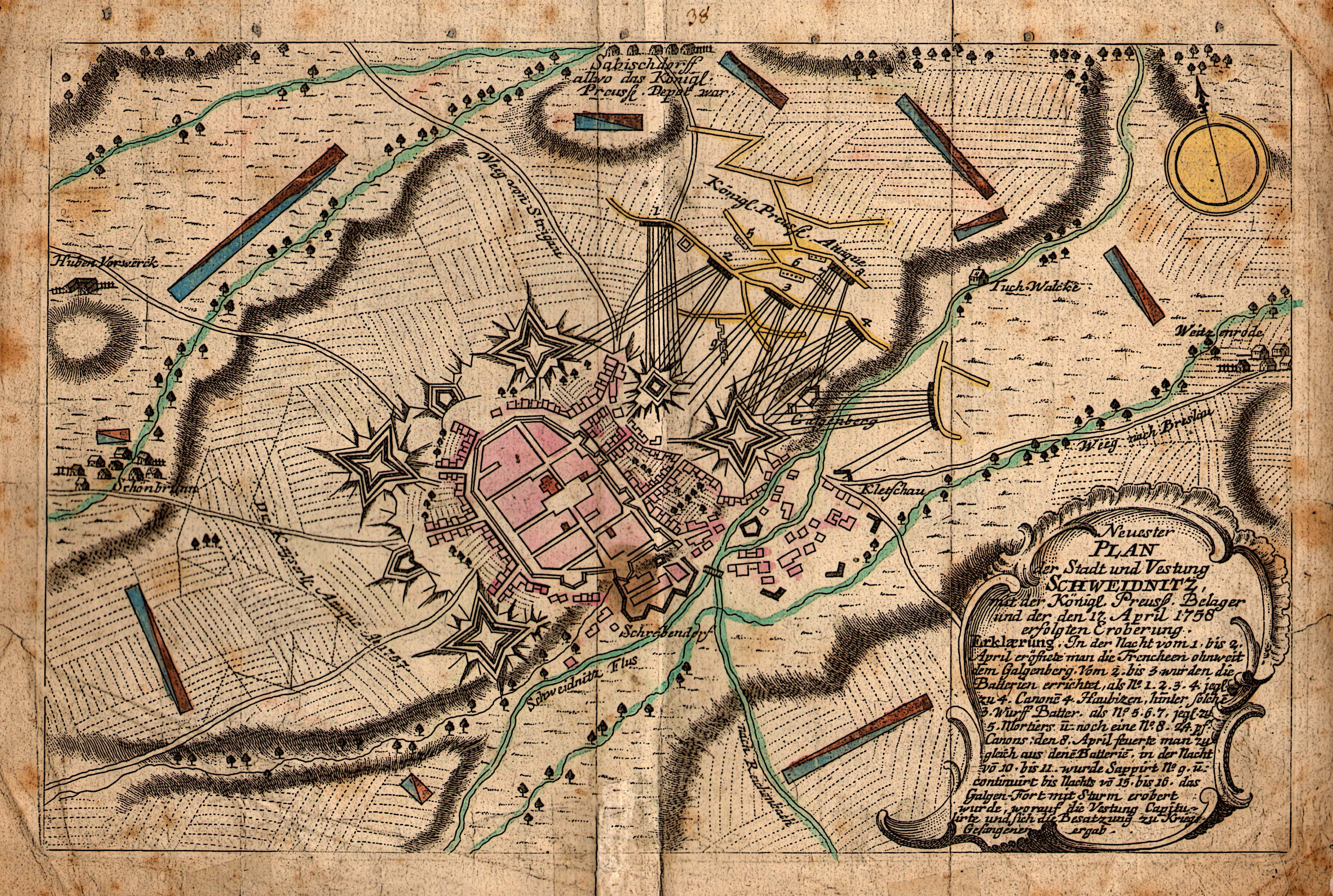
Belagerungskarte von 1758

- 15. März bis 18. April: Die zweite Belagerung der Festung Schweidnitz im Siebenjährigen Krieg endet mit der Übergabe durch Festungskommandant Franz Ludwig von Thürheim an die preußischen Truppen unter Joachim Christian von Tresckow. Neuer Kommandant der Festung wird Leopold von Zastrow.
- 11. April: Großbritannien unterstützt Preußen während des Siebenjährigen Kriegs mit der Zusage von Finanzmitteln und Hilfe durch neu aufgestellte Soldaten aus Kurhannover.
- Mai bis Juni: Die Belagerung von Olmütz ist zentraler Teil der Frühjahrsoffensive des Jahres 1758 der Preußen unter Friedrich II. Sie ist als eine entscheidende Aktion gegen Österreich geplant. Die Eroberung der Festung Olmütz in Mähren soll die österreichischen Hauptkräfte an der Donau binden. Prinz Heinrich soll die preußische Position in Sachsen schützen. Nach der Einnahme von Olmütz soll er gegen Böhmen vorrücken und Prag einnehmen. Die Armee Dohnas soll inzwischen die Kerngebiete gegen die Schweden und Russen verteidigen und General Hans Joachim von Zieten Niederschlesien sichern.

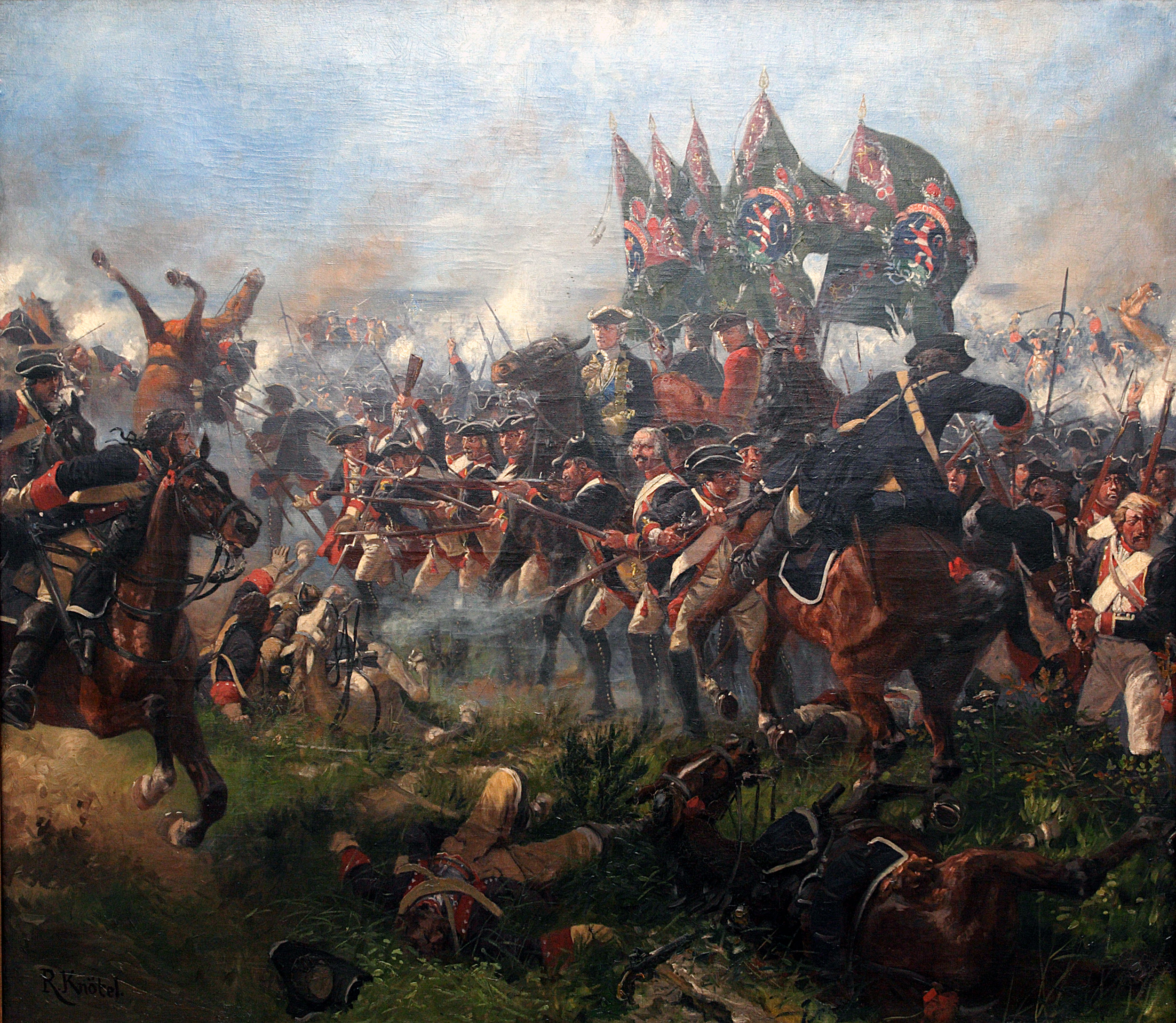
Schlacht bei Krefeld

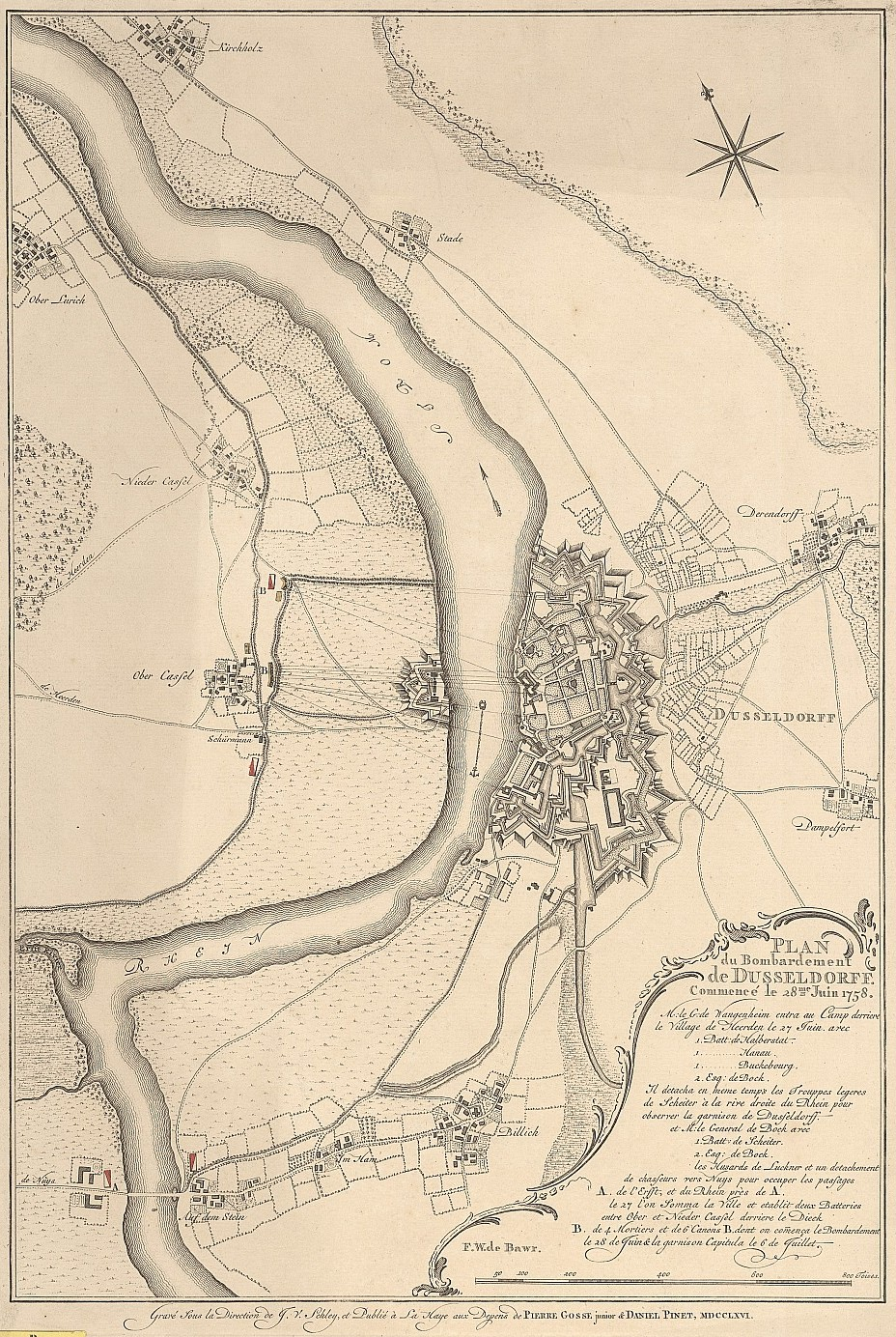
Karte der Belagerung von Düsseldorf

- 23. Juni: Prinz Ferdinand von Braunschweig-Wolfenbüttel besiegt mit einem alliierten Heer zahlenmäßig überlegene französische Truppen unter Louis de Bourbon-Condé, comte de Clermont, in der Schlacht bei Krefeld. Die Franzosen ziehen sich vorerst über Osterath nach Neuss zurück. Die siegreichen Einheiten ziehen weiter nach Düsseldorf, das sie am 28. Juni zu belagern beginnen.
- 30. Juni: Mit dem Überfall bei Domstadtl beim heutigen Domašov nad Bystřicí gelingt es den Österreichern, die Bedeckung eines großen Nachschubkonvois der Preußen zu besiegen und den Konvoi zu zerstören. Die Angriffe erfolgen dabei zum Großteil nicht in formierter Schlachtordnung, sondern nach Art des kleinen Krieges aus dem Hinterhalt. In der Folge ist Friedrich II. wegen des fehlenden Nachschubs gezwungen die Belagerung von Olmütz abzubrechen.
- 8. Juli: Die französische Garnison in Düsseldorf kapituliert, die Hannoveraner Truppen nehmen die Stadt ein. Bereits Anfang August werden sie durch Louis-Georges-Erasme de Contades jedoch wieder vertrieben.
- 5. August: In der Schlacht bei Mehr trifft die auf preußischer Seite eingesetzte „kleine Armee“ von rund 3000 Mann unter dem braunschweigischen Generalleutnant Philipp Freiherr von Imhoff auf eine französische Übermacht unter General François de Chevert von etwa 10.000 Soldaten und besiegt diese.

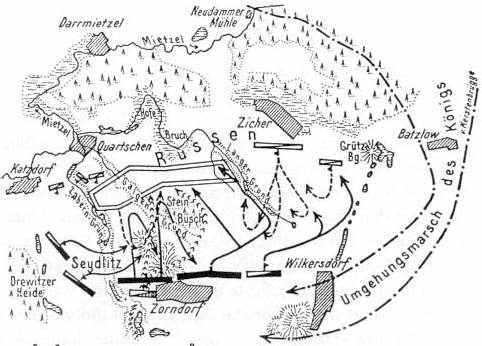
Schlacht von Zorndorf

- 25. August: Durch sein eigenmächtiges Abwarten entgegen Friedrichs mehrfachen Befehl wendet General Friedrich Wilhelm von Seydlitz die Schlacht von Zorndorf zugunsten der kräftemäßig unterlegenen Preußen und besiegt die russische Streitmacht unter Wilhelm von Fermor.

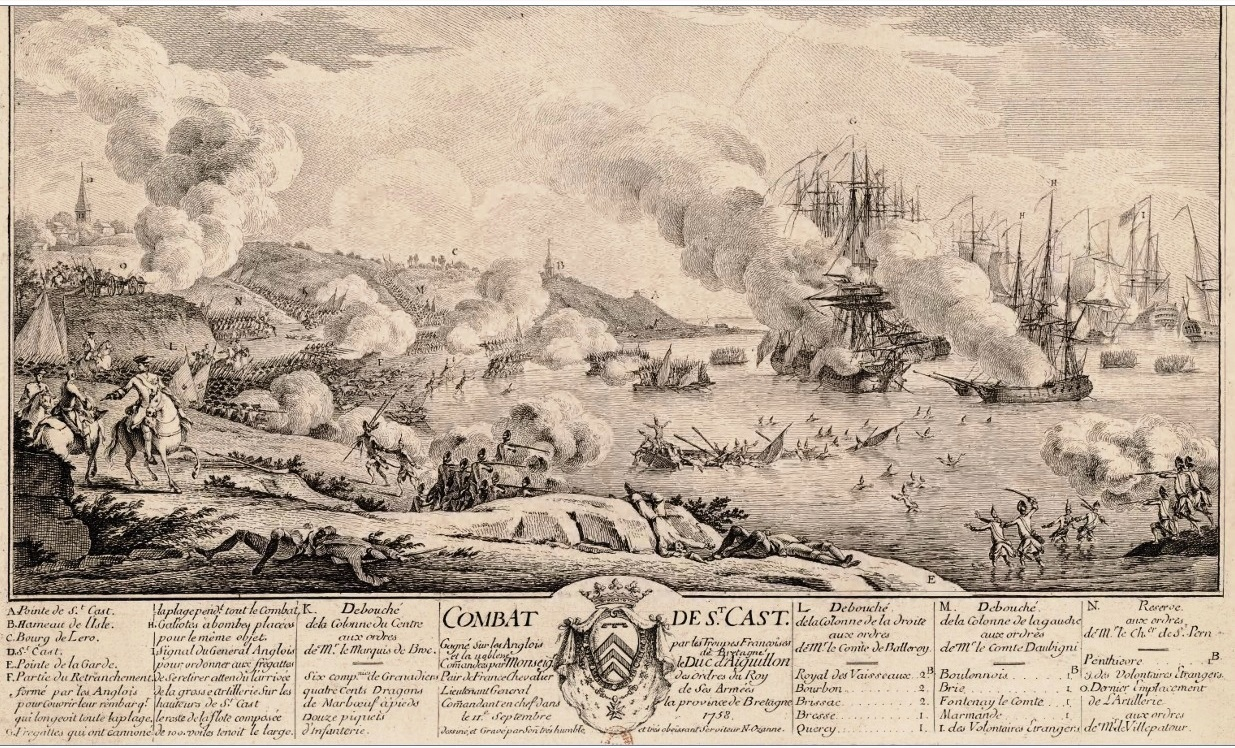
Die Nachhut der britischen Expeditionsarmee wird am Strand von Saint-Cast angegriffen

- 11. September: Die Schlacht bei Saint-Cast ist eine der wenigen Schlachten des Siebenjährigen Krieges, die auf französischem Boden ausgetragen wird. Eine amphibisch operierende britische Armee wird nach einem Überfall auf die Küste der Bretagne während der Einschiffung bei Saint-Cast-le-Guildo durch französische Truppen unter dem Kommando von Emmanuel-Armand de Vignerot du Plessis de Richelieu, duc d’Aiguillon angegriffen und geschlagen.
- 9. Oktober/3. Dezember: Étienne-François de Choiseul ersetzt François-Joachim de Pierre de Bernis als französischer Außenminister.
- 10. Oktober: In der ersten Schlacht bei Lutterberg besiegen französische Soldaten unter dem Kommando von Charles de Rohan, prince de Soubise, alliierte Truppen unter Johann Casimir von Isenburg-Birstein und erlangen damit die Kontrolle über den Großteil der Landgrafschaft Hessen-Kassel.

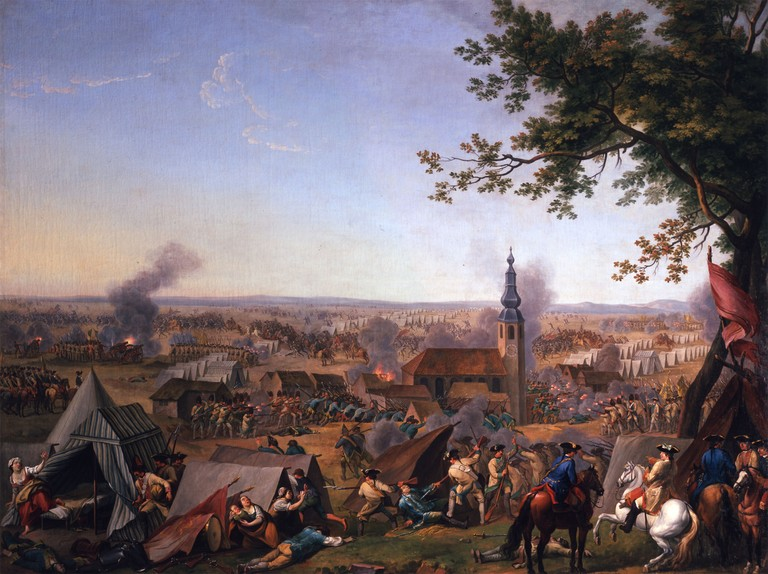
Hyacinth de La Pegna: Der Überfall bei Hochkirch

- 14. Oktober: Friedrich II. wird in der Schlacht bei Hochkirch von Graf von Daun besiegt, nachdem er an einem schlecht gewählten Lagerplatz von den Österreichern überrascht worden ist.
- Der (Dritte) Vertrag von Versailles vom 30. Dezember modifiziert den österreichisch-französischen Vertrag aus dem Vorjahr. Frankreich bekräftigt das strategische Bündnis mit Österreich und dem hinzugetretenen Russland, widerruft jedoch seine Versprechungen in Bezug auf Schlesien, verzichtet auf alle Ansprüche in den Niederlanden und kürzt seine Beihilfe für Österreich und Russland.

#### Siebenjähriger Krieg in Nordamerika
- Der britische Premierminister William Pitt ernennt Edward Boscawen zum Admiral einer Flotte, die die französische Festung Louisbourg auf der Kap-Breton-Insel in Kanada belagern sollen. Jeffrey Amherst wird Befehlshaber der Landstreitkräfte.

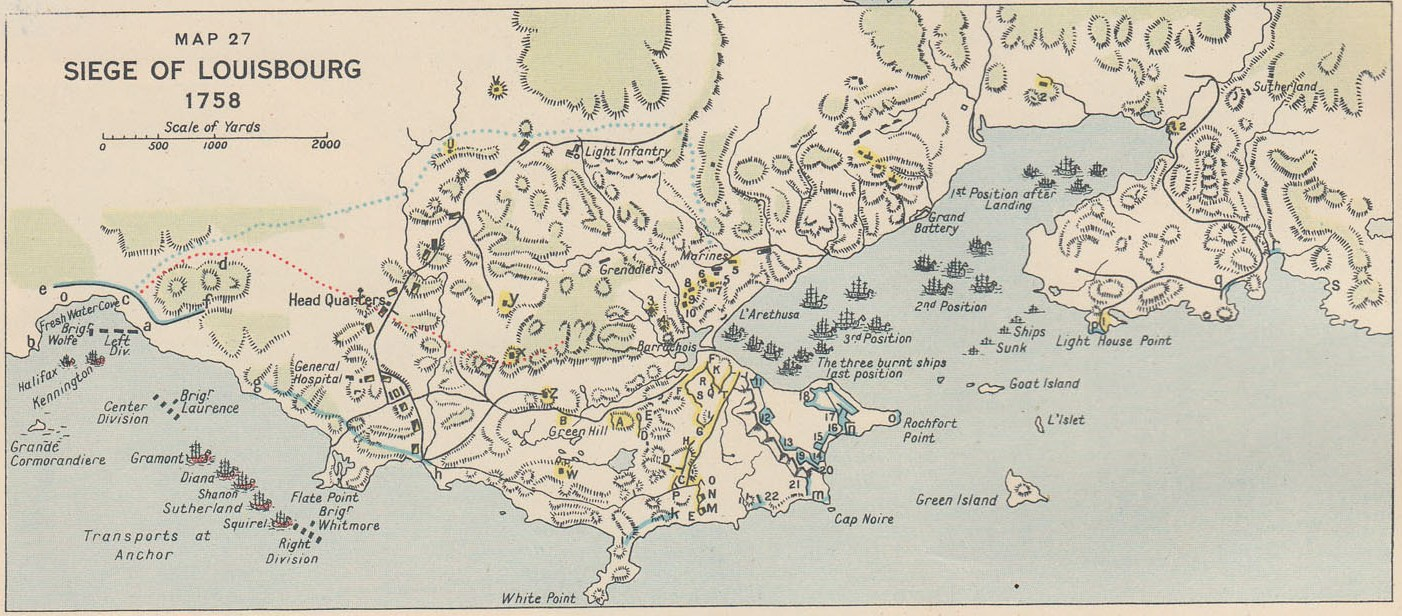
Plan der Belagerung von Louisbourg

- 8. Juni: Eine britische Belagerungsarmee unter James Wolfe landet trotz starker Brandung und schwerem französischen Abwehrfeuer an der Küste vor der Festung.
- 28. Juni: Die Franzosen versenken vier Schiffe in der Hafeneinfahrt, um diese unpassierbar zu machen.

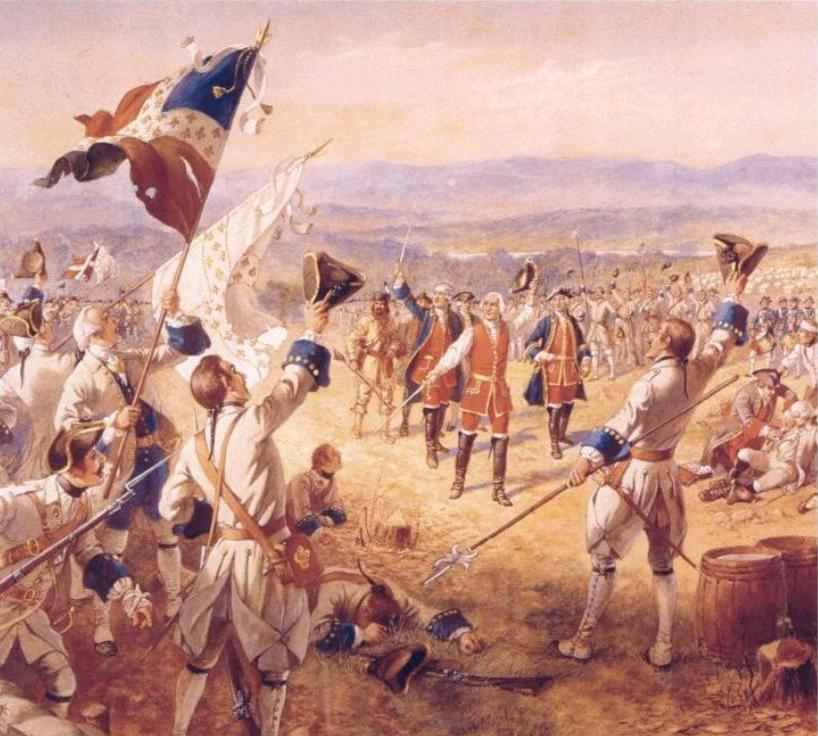
Sieg Montcalms in der Schlacht von Carillon

- 8. Juli: In der Schlacht um Fort Carillon beim Fort Ticonderoga erleidet eine zahlenmäßig weit überlegene britische Armee unter General James Abercrombie im Franzosen- und Indianerkrieg eine schwere Niederlage gegen die von Louis-Joseph de Montcalm geführten Franzosen.
- 26. Juli: Die Festung Louisbourg kapituliert vor den britischen Belagerungstruppen. Damit fällt ein wichtiger Nachschubhafen für das französische Kanada und ein zentraler Stützpunkt der französischen Marine in Nordamerika.

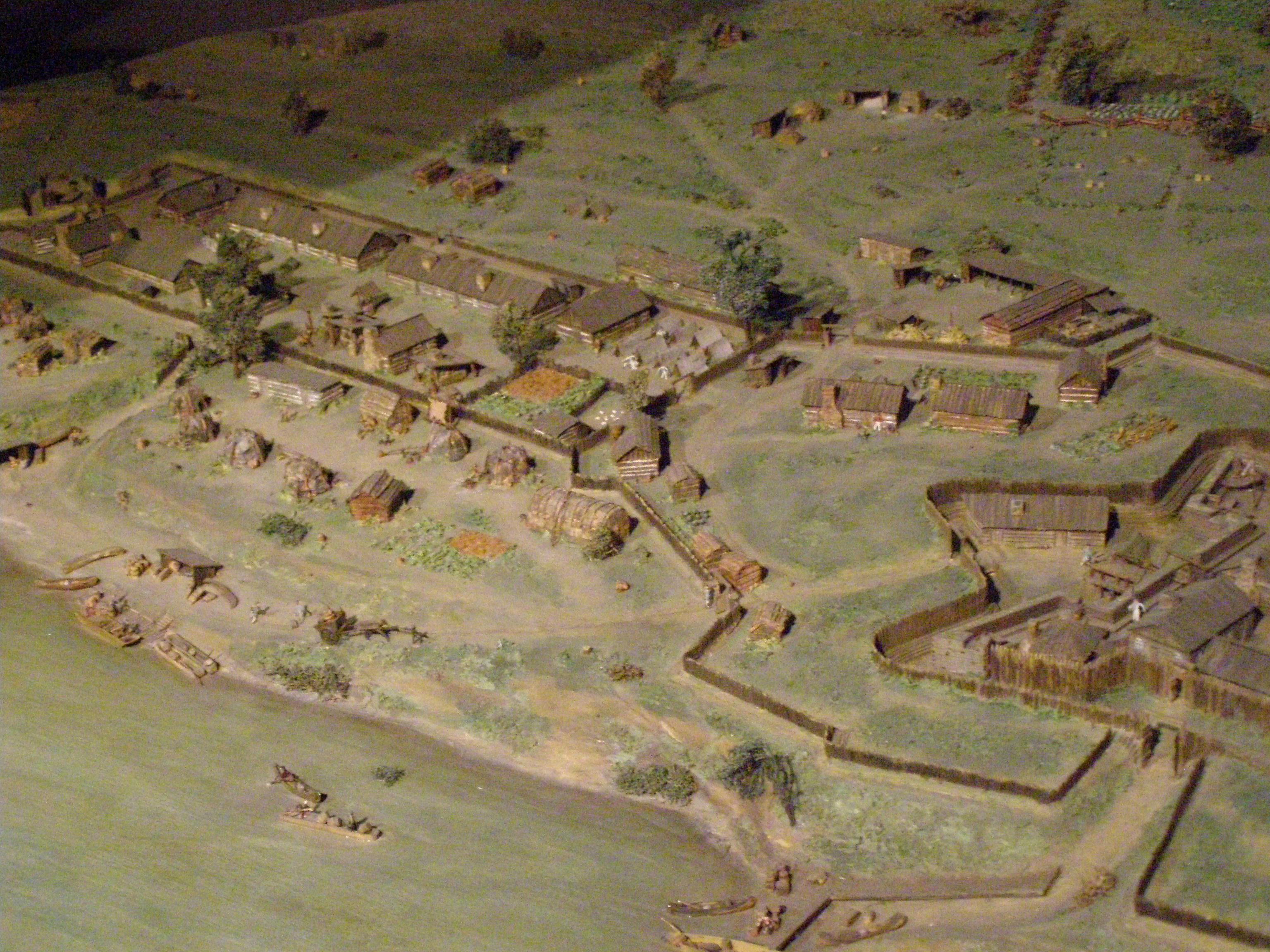
Fort Duquesne 1758

- 14. September: Ein britischer Angriff auf Fort Duquesne scheitert unter schweren Verlusten.
- 26. Oktober: Der Vertrag von Easton zwischen der britischen Kolonialregierung der Provinz Pennsylvania und den Indianerstämmen des Ohiotals, unter anderem den Shawnee und Lenni Lenape, besagt, dass die Stämme nicht weiter auf der Seite Frankreichs gegen die Briten kämpfen, welche im Gegenzug versichern, keine Siedlungen westlich des Allegheny-Gebirges zu gründen.
- 14. September: Die sogenannte Forbes Expedition unter General Forbes und Colonel George Washington erobert Fort Duquesne. Die Briten bauen das zerstörte Fort wieder auf und benennen es nach dem britischen Premierminister Fort Pitt. Daraus entwickelt sich später Pittsburgh.

#### Portugal und seine Kolonien

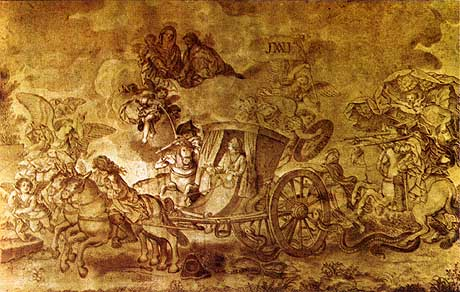
Das Attentat auf König José I

Auf König José I. von Portugal wird am 3. September ein Attentat unternommen, als er ohne Leibwache von einem Schäferstündchen bei seiner Mätresse Teresa de Távora in die Zeltstadt in Ajuda zurückkehrt, in der er seit dem Erdbeben von Lissabon 1755 residiert. Der König entkommt mit Glück mit nur leichten Schussverletzungen. Zwei mehrere Tage später verhaftete Verdächtige gestehen unter der Folter, von Angehörigen der Familie Távora angeheuert worden zu sein. Premierminister Sebastião José de Carvalho e Melo, Marquês de Pombal, lässt daraufhin beinahe die gesamte Familie verhaften, ebenso wie den angeblichen Mitverschwörer José de Mascarenhas da Silva e Lencastre, Herzog von Aveiro. Auch die in Opposition zu den Reformen des Kanzlers stehenden Jesuiten werden mit dem Mordversuch in Verbindung gebracht. Der Prozess gegen die adeligen Angeklagten beginnt am 20. Dezember. Die genauen Hintergründe der Távora-Affäre sind bis heute ungeklärt.

#### Südostasien
Borommakot, König von Ayutthaya in Siam, stirbt am 13. April. Sein älterer Sohn Ekathat, der als „dumm, leichtgläubig und unfähig“ gilt, wurde kurz zuvor von ihm von der Thronfolge ausgeschlossen und in ein Kloster geschickt. Der jüngere Bruder Uthumphon wird zum König gekrönt. Gegen ihn verbünden sich drei weitere Halbbrüder. Deren Aufstand wird jedoch unterdrückt, die drei Prinzen hingerichtet. Allerdings kehrt Ekathat aus dem Kloster zurück und fordert den Thron, woraufhin Uthumphon am 1. Juni zu seinen Gunsten abdankt und sich seinerseits in ein buddhistisches Kloster zurückzieht.

### Wirtschaft
- 5. März: Die Petite Poste zur Postzustellung innerhalb von Paris wird genehmigt.
- 5. April: Herzog Carl Eugen von Württemberg gründet per Dekret die Porzellan-Manufaktur Ludwigsburg.

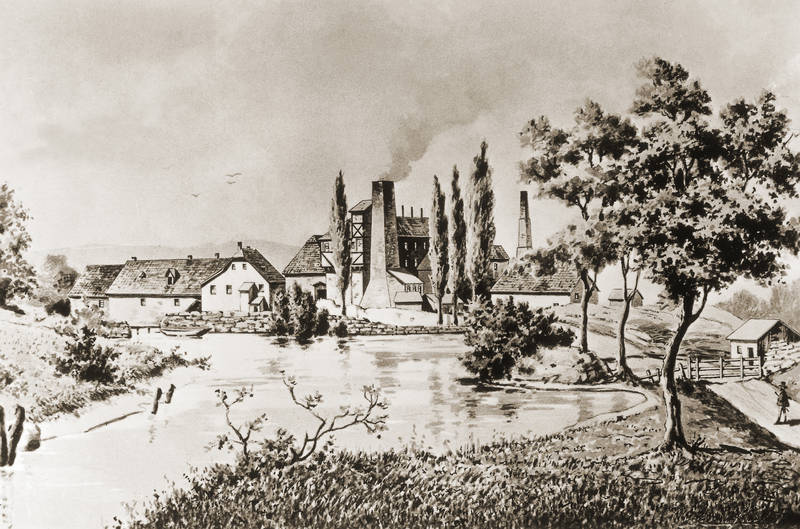
Alte Abbildung der St. Antony-Hütte

- 18. Oktober: Der erste Hochofen der St.-Antony-Hütte in Klosterhardt, aus der sich langfristig das Unternehmen MAN entwickeln wird, wird angeblasen.
- Die Familie Berentzen gründet in Haselünne eine Kornbrennerei.
- Die Middleton Railway nimmt als Pferdebahn ihren Betrieb auf. Sie befördert Kohle aus den zahlreichen Tagebauen südlich von Leeds von Middleton zum Fluss Aire.

### Wissenschaft und Technik
- 11. Jänner: Wegen Mangels an textilen Fachkräften wird durch Erzherzogin Maria Theresia in Wien die k.k. Commerzialzeichnungsakademie gegründet. Der Unterricht beginnt mit sechs Schülern in einem Palais der Wiener Innenstadt.
- 25. Dezember: Der von Edmond Halley vorhergesagte Komet wird von Johann Georg Palitzsch entdeckt.

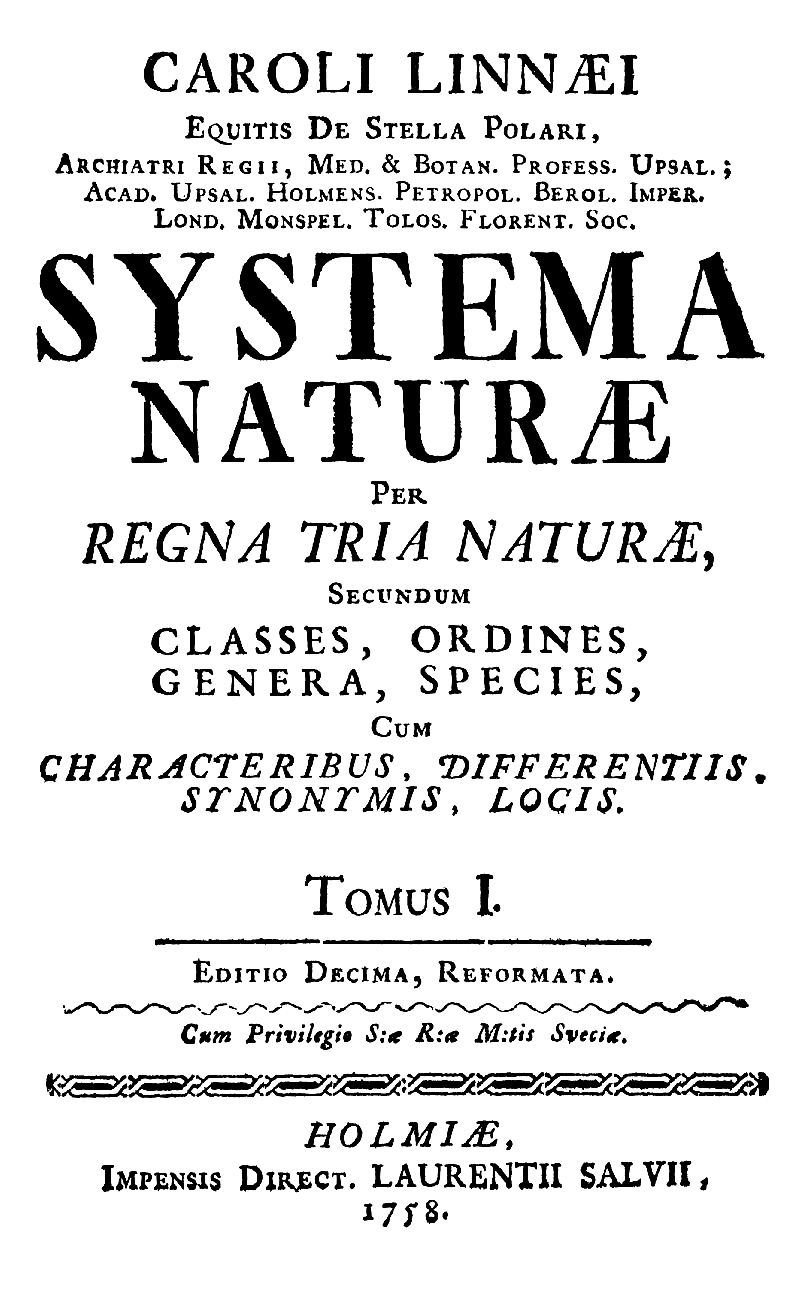
Titelblatt des 1. Bandes der 10. Auflage

- Im ersten Band der 10. Auflage seines Werkes Systema Naturae führt Carl von Linné die zweiteilige Namensgebung auch für Tiere ein und begründet damit gemeinsam mit Carl Alexander Clerck die moderne zoologische Nomenklatur.
- Der französische Leibarzt König Ludwigs XV., François Quesnay, begründet die Wirtschaftstheorie der Physiokratie durch sein erstes volkswirtschaftliches Kreislaufmodell Tableau économique.

### Kultur
- Kurfürst Carl Theodor von der Pfalz gründet im Mannheimer Schloss ein Kupferstich- und Zeichnungskabinett, aus dem sich die Staatliche Graphische Sammlung in München entwickeln wird.

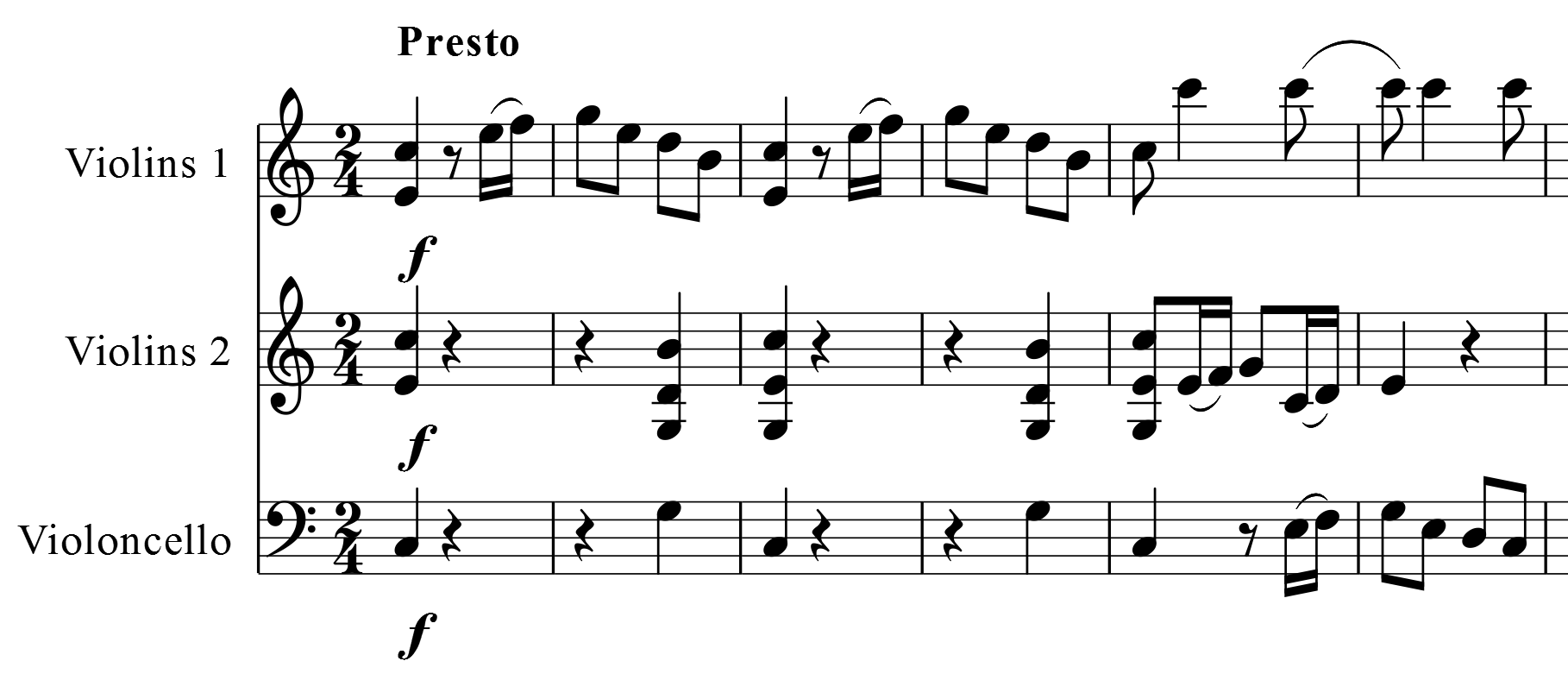
Beginn des Ersten Satzes der Sinfonie

- Joseph Haydn vollendet eine seiner ersten Sinfonien, die später als 37. Sinfonie bezeichnet wird.
- Friedrich Gottlieb Klopstock verfasst das religiöse Gedicht Auferstehn, ja auferstehn wirst du.

### Religion und Gesellschaft
- 14. April: Das Nashorn Clara stirbt im Alter von rund 20 Jahren in London. Der Schausteller Douwe Mout van der Meer zieht sich daraufhin aus der Öffentlichkeit zurück.
- 6. Juli: Carlo della Torre di Rezzonico wird nach 52-tägigem Konklave als Nachfolger des am 3. Mai in Rom verstorbenen Benedikt XIV. zum Papst gewählt und nimmt den Namen Clemens XIII. an. Die Wahl von Carlo Alberto Guidobono Cavalchini ist zuvor durch das Veto des französischen Königs Ludwig XV. verhindert worden. Er wird daraufhin zum Archivar des Päpstlichen Geheimarchivs.
- In seiner ersten Enzyklika A quo die am 13. September ruft der neue Papst alle Bischöfe zur Einheit der Christen auf.
- Erzbischof Christoph Anton von Migazzi, Mitglied des Jesuitenordens, gründet das Wiener Priesterseminar.
- Parson’s Cause, ein Rechtsstreit um die Besoldung anglikanischer Geistlicher in der britischen Kolonie Virginia, der sich bis 1763 hinziehen wird, nimmt seinen Anfang.

## Geboren

### Erstes Quartal
- 09. Januar: Joseph Maria, Fürst zu Fürstenberg († 1796)
- 11. Januar: François-Louis Bourdon, französischer Politiker († 1798)

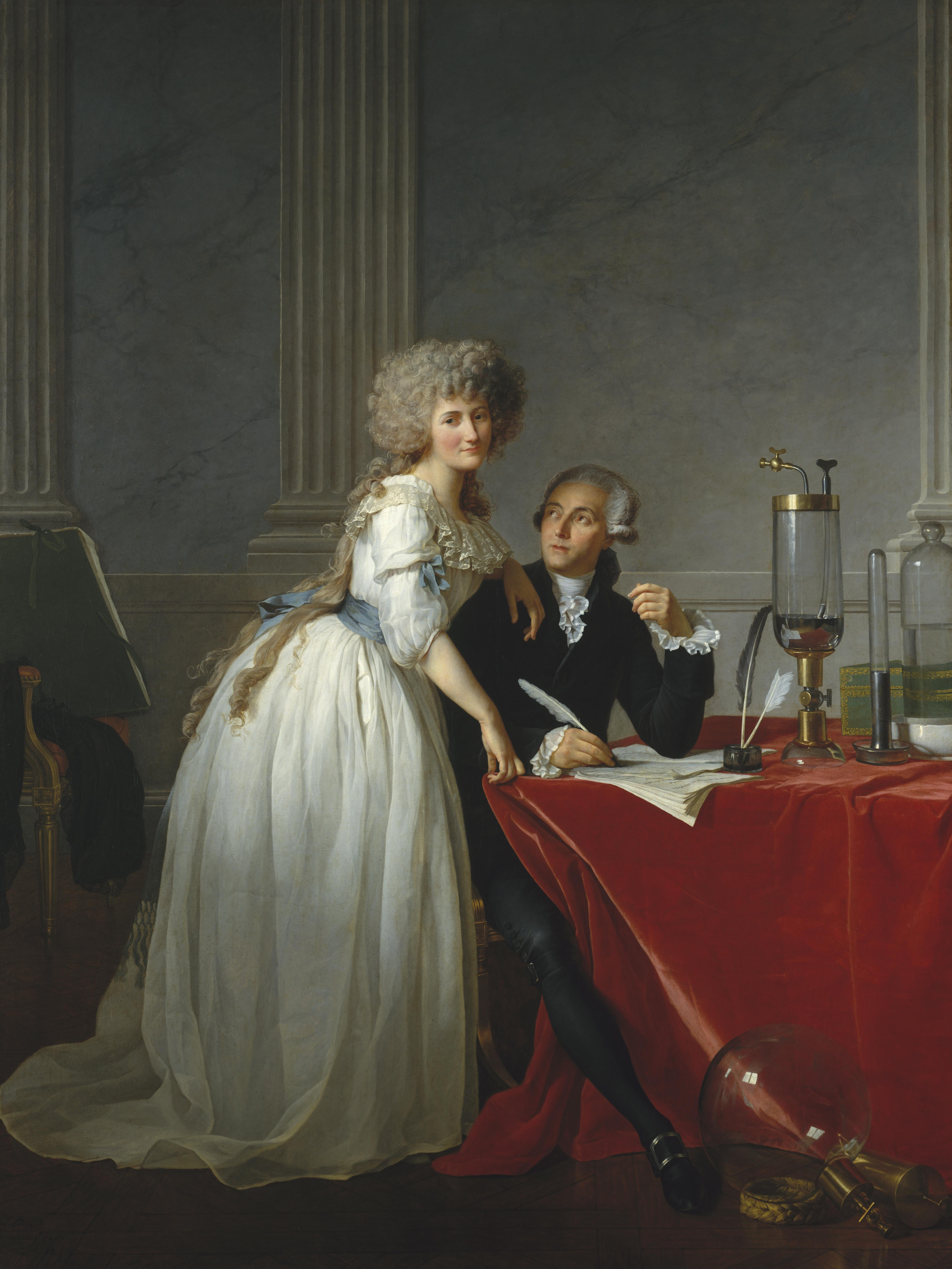
Marie Lavoisier und ihr Mann, Portrait von Jacques-Louis David

- 20. Januar: Marie Lavoisier, französische Chemikerin, Illustratorin und Salonnière († 1836)
- 22. Januar: Andrea Amoretti, italienischer Kupferstecher und Drucker († 1807)
- 29. Januar: Heinrich Maria Graf, deutscher römisch-katholischer Geistlicher und Politiker († 1822)
- 01. Februar: Jacques Antoine Marie de Cazalès, französischer Politiker († 1805)
- 01. Februar: Ludwig Gotthard Kosegarten, mecklenburgischer Theologe, Pfarrer und Dichter († 1818)
- 04. Februar: Iwan Prokofjewitsch Prokofjew, russischer Bildhauer und Hochschullehrer († 1828)
- 07. Februar: Benedikt Schak, böhmischer Tenor und Komponist († 1826)
- 10. Februar: Amalia Holst, deutsche Pädagogin und Frauenrechtlerin († 1829)
- 10. Februar: Ernst Benjamin Gottlieb Hebenstreit, deutscher Mediziner († 1803)
- 13. Februar: Friedrich August von Ausin, preußischer Beamter und bayerischer Geheimrat († 1837)
- 03. März: Carl Gottlob Cramer, deutscher Schriftsteller († 1817)
- 05. März: Friedrich Wilhelm von Aufseß, preußischer Gutsbesitzer und Jurist († 1821)
- 09. März: Franz Joseph Gall, deutscher Arzt und Anatom († 1828)
- 14. März: Jean René Moreaux, französischer General († 1795)
- 20. März: Anna Maria Iselin, Basler Bürgerstochter († 1840)
- 25. März: Richard Spaight senior, US-amerikanischer Politiker († 1802)

### Zweites Quartal
- 03. April: Manuel del Socorro Rodríguez, kolumbianischer Journalist und Bibliothekar († 1819)
- 04. April: John Hoppner, englischer Maler († 1810)
- 04. April: Pierre Paul Prud’hon, französischer Maler († 1823)
- 05. April: Henry Harford, letzter Lord Proprietor der englischen Kolonie Maryland († 1834)
- 08. April: Peter Joseph Krahe, deutscher Architekt des Frühklassizismus († 1840)
- 09. April: Fisher Ames, US-amerikanischer Politiker († 1808)
- 12. April: Wassili Wassiljewitsch Engelhardt, deutschbaltisch-russischer Offizier und Staatsmann († 1828)
- 13. April: Johann von Klenau, österreichischer General († 1819)
- 16. April: Christian von Massenbach, preußischer Oberst und Schriftsteller († 1827)
- 23. April: Alexander Cochrane, britischer Admiral († 1832)

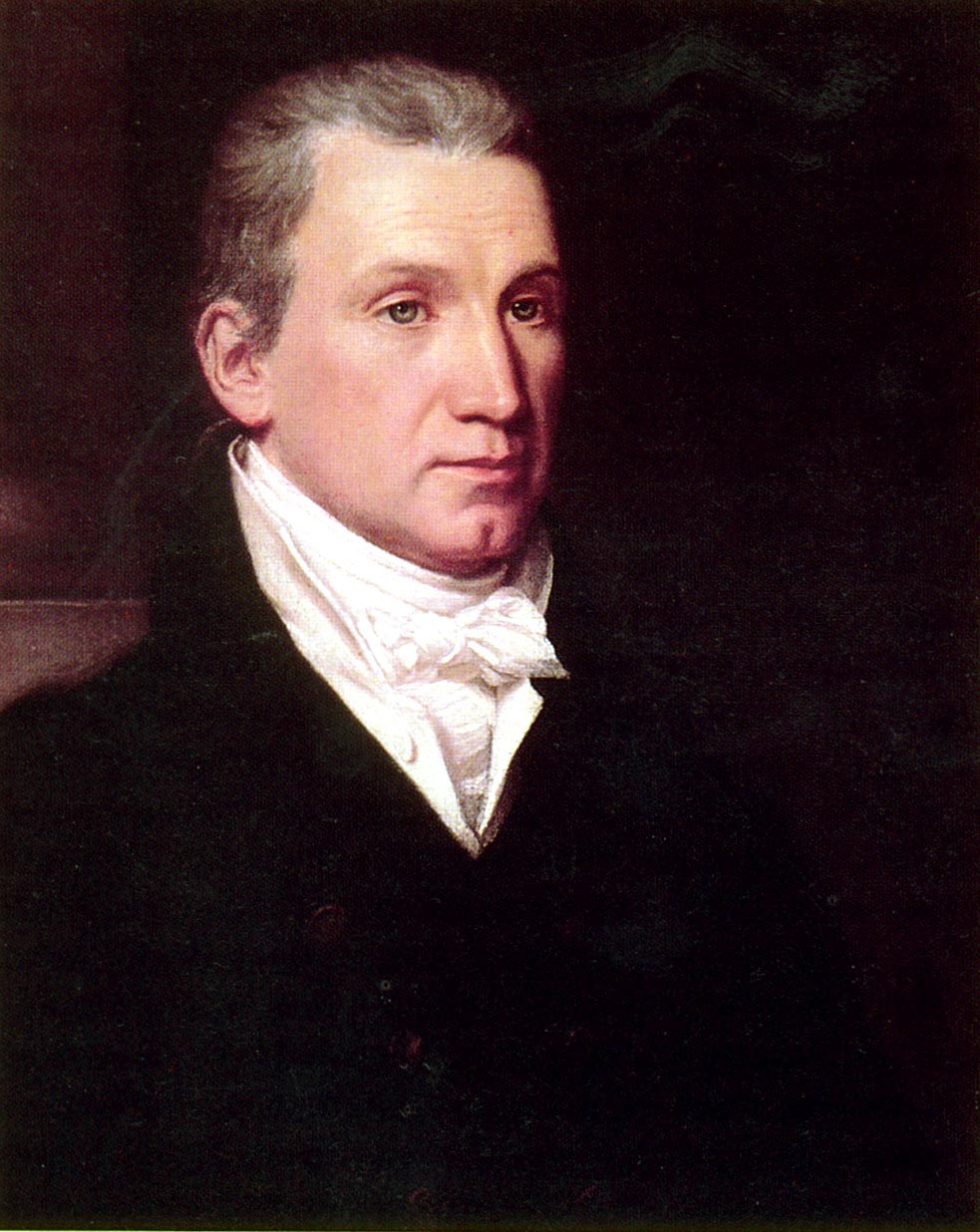
James Monroe, 1832

- 28. April: James Monroe, US-amerikanischer Politiker und Präsident der Vereinigten Staaten von Amerika († 1831)
- 29. April: Johann Heinrich Lips, Schweizer Kupferstecher († 1817)
- 06. Mai: André Masséna, Marschall von Frankreich und Herzog von Rivoli und Fürst von Essling († 1817)

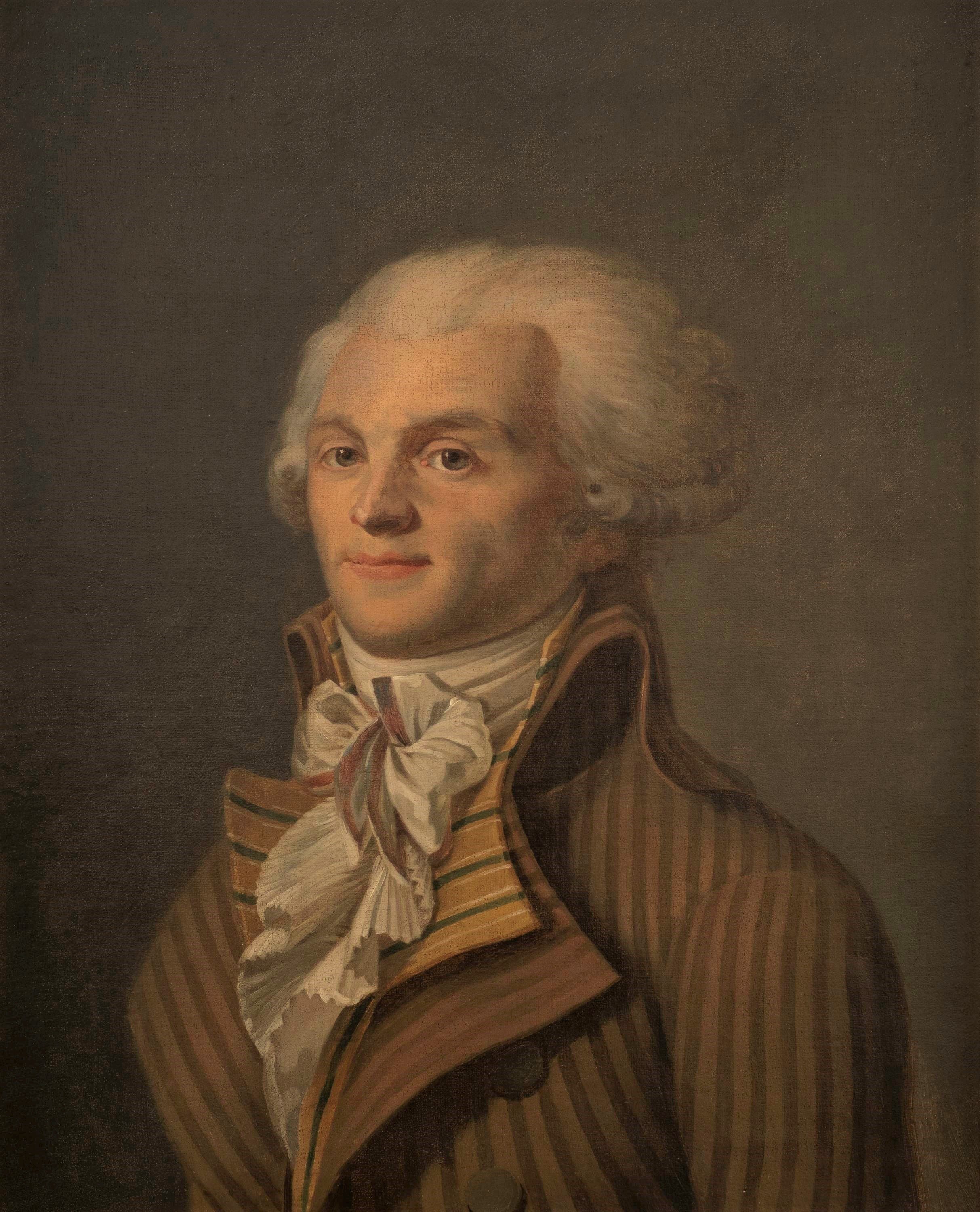
Maximilien Robespierre, um 1793

- 06. Mai: Maximilien de Robespierre, französischer Rechtsanwalt und Revolutionär († 1794)
- 08. Mai: Johann Christoph Georg Adler, Jurist († 1815)
- 11. Mai: Johann Anton Heinrich Neumcke, deutscher Beamter und Bürgermeister († 1826)
- 13. Mai: Elizabeth Hervey, Herzogin von Devonshire († 1824)
- 15. Mai: Ludwig Erdwin Seyler, deutscher Kaufmann, Bankier und Politiker († 1836)
- 17. Mai: Honoré IV., Fürst von Monaco († 1819)
- 01. Juni: Matthias Klaus, österreichischer Politiker und 4. Bürgermeister von St. Pölten († 1833)
- 06. Juni: François-Marie Mayeur, französischer Schauspieler, Regisseur, Dramatiker und Verfasser von Pamphleten († 1818)
- 14. Juni: Christian August Günther, deutscher Jurist († 1839)
- 22. Juni: Joseph McMinn, US-amerikanischer Politiker († 1824)
- 23. Juni: Anna Elisabeth Schönemann, Frankfurter Bankierstochter, Goethes Verlobte Lili († 1817)
- 30. Juni: James Stephen, britischer Parlamentarier († 1832)

### Drittes Quartal
- 06. Juli: Adolph Christian von Bassewitz, mecklenburgischer Gutsbesitzer und Lübecker Domherr († 1821)
- 09. Juli: Dietrich Friedrich von Holstein, deutscher Offizier († 1840)
- 20. Juli: Marguerite Élie Guadet, französischer Revolutionär († 1794)
- 20. Juli: Sophie Friederike von Thurn und Taxis, deutsche Adelige († 1800)
- 25. Juli: Louise Weyland, bayerische Hofrätin und Erzieherin der Kinder von König Maximilian I. Joseph († 1837)
- 26. Juli: Maximus von Imhof, Augustiner-Eremit und Naturforscher († 1817)
- 03. August: Friedrich Theodor Kühne, deutscher Hochschullehrer und Sprachwissenschaftler († 1834)
- 05. August: Go-Momozono, japanischer Kaiser († 1779)
- 05. August: Maria Anna Moser, österreichische Malerin († 1838)
- 06. August: Johann Ernst von Alvensleben, deutscher Staatsmann († 1827)
- 08. August: Friedrich Georg Weitsch, deutscher Maler und Radierer († 1828)
- 10. August: Armand Gensonné, französischer Politiker während der Französischen Revolution († 1793)
- 14. August: Antoine Charles Horace Vernet, französischer Maler († 1836)
- 24. August: Sophie Friederike von Mecklenburg, Erbprinzessin von Dänemark († 1794)
- 24. August: Thomas Picton, britischer Generalleutnant, Gouverneur von Trinidad († 1815)
- vor dem 25. August: Franziska Romana von Hallwil, Schweizer Adelige und Revolutionärin († 1836)
- 26. August: Johann Conrad Kopstadt, deutscher Politiker († 1834)
- 29. August: Franz Anton von Hartig, österreichischer Diplomat, Historiker, Dichter und Geograph († 1797)
- 29. August: Corentin de Leissegues, französischer Admiral († 1832)
- 01. September: Wilhelm Leberecht Götzinger, sächsischer Erschließer der Sächsischen Schweiz († 1818)
- 02. September: Carl Adolph Schultze, Weimarer Bürgermeister und Hofadvokat († 1818)
- 06. September: Pierre Augustin Hullin, französischer General († 1841)
- 10. September: Hannah Webster Foster, US-amerikanische Schriftstellerin († 1840)
- 10. September: Philipp Friedrich von Hetsch, deutscher Maler († 1838)
- 13. September: Friedrich August Unger, deutscher evangelischer Geistlicher († 1846)
- 18. September: Louis de Friant, französischer General († 1829)
- 20. September: Jean-Jacques Dessalines, als Jacques I. von 1804 bis 1806 Kaiser von Haiti († 1806)
- 21. September: Antoine-Isaac Silvestre de Sacy, französischer Orientalist († 1838)
- 24. September: Albrecht Anton Adolph Hofmann, deutscher Jurist und Beamter († 1837)
- 25. September: Josepha Auernhammer, österreichische Pianistin und Komponistin († 1820)
- 25. September: Maria Anna Thekla Mozart, das Bäsle, Cousine von Wolfgang Amadeus Mozart († 1841)
- 25. September: Franz Michael Vierthaler, österreichischer Pädagoge, Schulreformer, Schriftsteller und Journalist († 1827)
- 27. September: Johann Simon Buchholz, deutscher Orgelbauer († 1825)

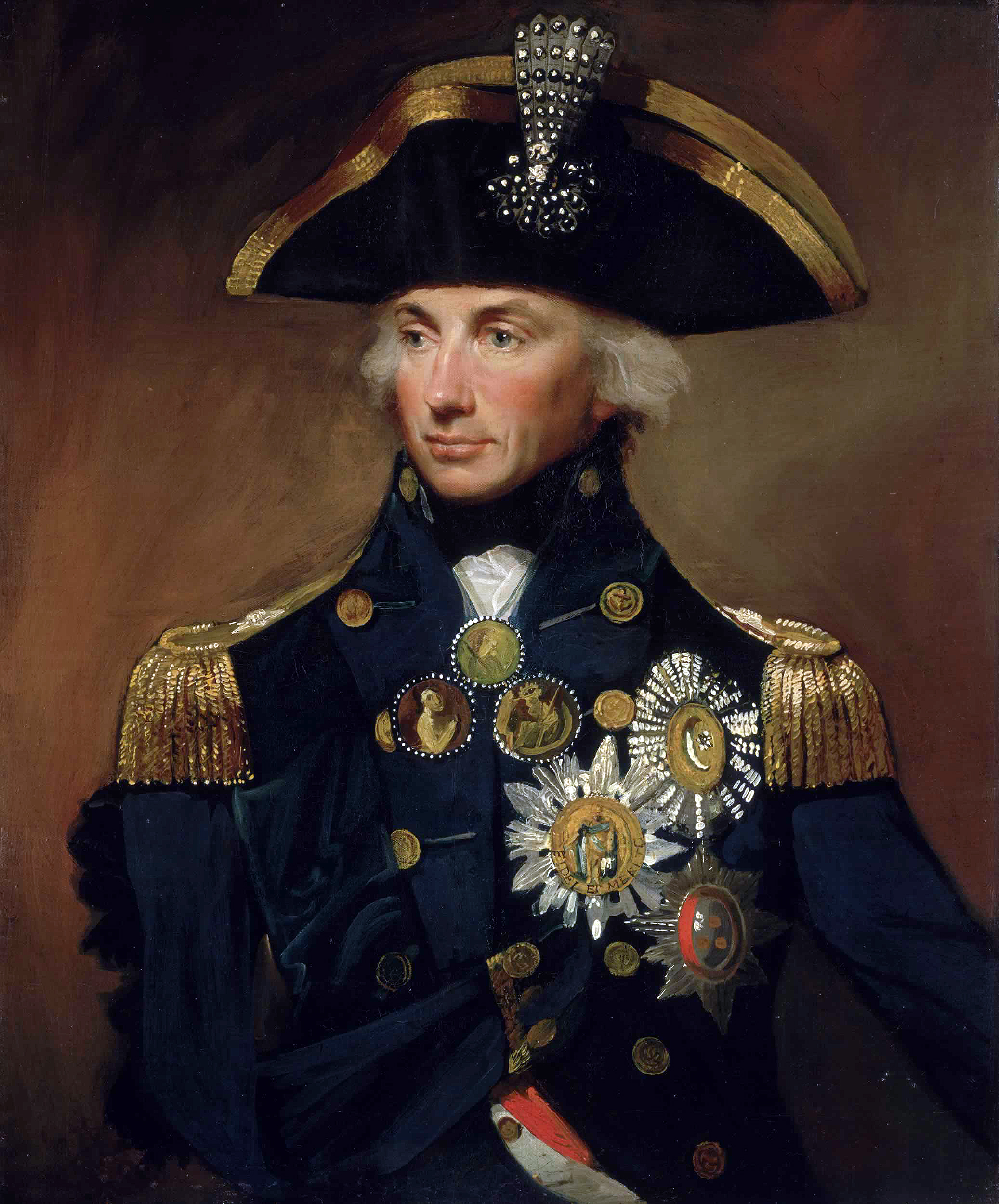
Horatio Nelson als Vizeadmiral, Gemälde von Lemuel Francis Abbott 1797

- 29. September: Horatio Nelson, britischer Admiral († 1805)

### Oktober
- 05. Oktober: August Lafontaine, deutscher Schriftsteller († 1831)
- 11. Oktober: Heinrich Wilhelm Olbers, deutscher Arzt und Astronom († 1840)
- 12. Oktober: Theodorus Bailey, US-amerikanischer Politiker († 1828)
- 12. Oktober: Georges de Rougemont, Schweizer Jurist und Politiker († 1824)
- 15. Oktober: Benedikt Arnstein, österreichischer Schriftsteller († 1841)
- 15. Oktober: Gotthold Stäudlin, deutscher Dichter der schwäbischen Vorklassik († 1796)
- 16. Oktober: Johann Heinrich Dannecker, deutscher Bildhauer († 1841)
- 16. Oktober: Noah Webster, US-amerikanischer Lexikograf, Übersetzer und Schriftsteller († 1843)
- 19. Oktober: Placidus Heinrich, deutscher Benediktinermönch im Kloster St. Emmeram, Regensburg († 1825)
- 28. Oktober: Joseph-François-Louis Damas, französischer Oberst († 1829)
- 30. Oktober: Friedrich Wilhelm von Hertling, deutscher Jurist und Diplomat († 1816)
- 30. Oktober: Friedrich Theodor von Schubert, deutscher Astronom († 1825)

### November
- 02. November: Ryōkan, Zen-Buddhistischer Mönch der japanischen Sōtō-shū († 1831)
- 06. November: Carl Anton von Barth, Bürgermeister von München und Landschaftskanzler († 1797)
- 08. November: Johann Christoph Fahner, deutscher Mediziner († 1802)
- 11. November: Caleb P. Bennett, US-amerikanischer Politiker († 1836)
- 12. November: Jean-Joseph Mounier, französischer Politiker († 1806)
- 16. November: Peter Andreas Heiberg, dänischer Satiriker († 1841)
- 20. November: Alexandre Grimod de la Reynière, französischer Gourmet, Lehrmeister für Kochkunst und Erfinder der Gastronomiekritik († 1837)
- 20. November: Abraham B. Venable, US-amerikanischer Politiker († 1811)
- 20. November: Georg Friedrich Fickert, deutscher Kirchenlieddichter und Pfarrer († 1815)
- 21. November: Eugen Friedrich Heinrich von Württemberg, württembergischer Prinz († 1822)
- 23. November: Samuel Gottlob Auberlen, schwäbischer Musiker und Liedkomponist († 1829)
- 25. November: John Armstrong junior, US-amerikanischer Soldat und Politiker († 1843)
- 25. November: Ludwig Philipp Aschoff, deutscher Apotheker († 1827)
- 29. November: Franziska von Arnstein, österreichische Salonière († 1818)

### Dezember
- 03. Dezember: Louis Adam, französischer Komponist und Klaviervirtuose († 1848)
- 03. Dezember: Joseph Gelinek, tschechischer Komponist und Pianist († 1825)
- 10. Dezember: Johan Magnus Lannerstjerna, schwedischer Schriftsteller und Librettist († 1797)
- 11. Dezember: Carl Friedrich Zelter, deutscher Musiker († 1832)
- 18. Dezember: Johann Georg Schulthess, Schweizer reformierter Theologe († 1802)
- 21. Dezember: Jean Baptiste Eblé, französischer General und Kriegsminister des Königreichs Westphalen († 1812)
- 24. Dezember: Christian Adam Dann, evangelischer Theologe und Tierschützer († 1837)
- 28. Dezember: Johann Evangelist Schmid, deutscher Orgelbauer († 1804)
- 31. Dezember: Johann Heinrich Bleuler, Schweizer Maler und Kupferstecher († 1823)

### Genaues Geburtsdatum unbekannt
- Friedrich Wilhelm Heinrich Culemann, deutscher Jurist und Bürgermeister († 1824)
- Henriette Dauer-von Etzdorf, deutsche Schauspielerin und Opernsängerin († 1843)
- Caroline Maximiliane Döbbelin, deutsche Schauspielerin († 1828)
- Seymour Dorothy Fleming, britische Adelige († 1818)
- Jampel Gyatsho, achter Dalai Lama († 1804)
- Moritz Kellerhoven, deutscher Porträtmaler und Radierer († 1830)
- Juliane Caroline Koch, deutsche Opernsängerin († 1783)
- Józef Kopeć, polnischer General und Tagebuchautor († 1827)
- Onogawa Kisaburo, japanischer Sumōringer († 1806)
- Salem Poor, afro-amerikanischer Sklave und Soldat († 1802)
- Dorothea Widmer, deutsche Gattenmörderin († 1781)
- Yeshe Tenpe Nyima, religiöser Führer des mongolischen Buddhismus († 1773)

### Geboren um 1758
- Kamehameha I., erster König von Hawaiʻi († 1819)
- Osman Pazvantoğlu, osmanischer Janitschare und Pascha von Widin († 1807)
- Zwide kaLanga, Anführer (Inkosi) der Ndwandwe im südlichen Afrika († um 1820)

## Gestorben

### Januar bis April
- 01. Januar: Maria Ernestine Francisca von Rietberg, Gräfin von Rietberg (* 1687)
- 17. Januar: Johann Gottfried Brendel, deutscher Mediziner (* 1712)
- 05. Februar: Ferdinand Julius von Troyer, Fürstbischof von Olmütz (* 1698)
- 13. Februar: Johann Theodor von Arnold, deutscher Jurist und Gutsherr (* 1705)
- 22. Februar: William Greene, Gouverneur der Colony of Rhode Islands and Providence Plantations (* 1695)
- 24. Februar: Johann Gottlieb Gonne, deutscher Jurist und Hochschullehrer (* 1713)
- 28. Februar: Balthasar Freiherr von Campenhausen, russischer Generalleutnant und Generalgouverneur Finnlands (* 1689)
- 02. März: Johann Baptist Zimmermann, deutscher Maler und Stuckateur (* 1680)
- 07. März: Franz Joseph Roth, deutscher Stuckateur und Baumeister (* 1690)
- 14. März: Johann Conrad Gottfried Wildermett, Schweizer evangelischer Geistlicher (* 1677)
- 19. März: Sigmund von Attems-Petzenstein, österreichischer Historiker und Landverweser (* 1708)
- 22. März: Jonathan Edwards, britisch-amerikanischer kongregationalistischer Prediger und Missionar (* 1703)
- 28. März: Friedrich Wilhelm von Dossow, preußischer Generalfeldmarschall, Gouverneur von Wesel (* 1669)
- 07. April: Joachim Wilhelm von Brawe, deutscher Dramatiker (* 1738)
- 07. April: Esther Edwards Burr, britisch-amerikanische Tagebuchschreiberin (* 1732)
- 12. April: Antoine de Jussieu, französischer Arzt und Botaniker (* 1686)
- 13. April: Borommakot, König von Siam (* um 1680)
- 14. April: David Nitschmann, Landwirt, Wagner, Prediger und evangelischer Missionar der Herrnhuter Brüdergemeine (* 1676)
- 15. April: Heinrich Valentin Beck, deutscher Kantor und Komponist (* 1698)
- 18. April: Lorenz Heister, deutscher Botaniker und Anatom (* 1683)
- 30. April: François d’Agincour, französischer Cembalist, Organist und Komponist (* 1684)

### Mai bis August
- 03. Mai: Prospero Lorenzo Lambertini, unter dem Namen Benedikt XIV. Papst (* 1675)
- 07. Mai: Caroline von Erbach-Fürstenau, Herzogin und Regentin von Sachsen-Hildburghausen (* 1700)
- 10. Mai: Christian Gottlieb Jöcher, deutscher Historiker, Bibliothekar und Lexikograf (* 1694)
- 10. Mai: Claus von Reventlow, dänisch-deutscher Jurist, Präsident des Højesteret und Domherr in Lübeck (* 1693)
- 11. Mai: Johann Georg Oldekop, deutscher evangelischer Geistlicher (* 1696)
- 19. Mai: George Werner, sächsischer Architekt und Baumeister (* 1682)
- 20. Mai: Henrik Benzelius, schwedischer lutherischer Theologe und Erzbischof von Uppsala (* 1689)
- 28. Mai: Ernst August II. Konstantin, Herzog von Sachsen-Weimar und Sachsen-Eisenach (* 1737)
- 30. Mai: Christoph Timotheus Seidel, deutscher lutherischer Theologe (* 1703)
- 05. Juni: Johann Peter Reusch, deutscher Philosoph und lutherischer Theologe (* 1691)
- 12. Juni: August Wilhelm von Preußen, preußischer Prinz und General (* 1722)
- 14. Juni: Abraham Kaau-Boerhaave, niederländischer Mediziner (* 1715)
- 27. Juni: Michelangelo Unterberger, Südtiroler Maler (* 1695)
- 01. Juli: Basilius Christian Bernhard Wiedeburg, deutscher Mathematiker und Astronom (* 1722)
- 06. Juli: Johann Andreas Rothe, deutscher evangelisch-lutherischer Pfarrer, Lehrer, Schriftsteller und Kirchenlieddichter (* 1688)
- 07. Juli: Erasmus Fröhlich, österreichischer Jesuit, Historiker, Bibliothekar und Numismatiker (* 1700)
- 11. Juli: Adam Otto von Viereck, preußischer Staatsminister und Geheimer Etatsrat (* 1684)
- 15. Juli: Ambrosius Stub, dänischer Dichter (* 1705)
- 28. Juli: Christian Ludwig Stieglitz, deutscher Jurist, Ratsherr und Bürgermeister von Leipzig (* 1677)
- 13. August: Hekimoğlu Ali Pascha, Großwesir des Osmanischen Reiches (* 1689)
- 15. August: Caspar Zili, Schweizer Kaufmann und Bankier (* 1717)
- 15. August: Pierre Bouguer, französischer Physiker, Geodät und Astronom (* 1698)
- 17. August: Stepan Fjodorowitsch Apraxin, russischer Feldmarschall (* 1702)
- 24. August: Bartolomeo Nazari, italienischer Maler (* 1693)
- 27. August: Maria Barbara de Bragança, Königin von Spanien (* 1711)

### September bis Dezember
- 12. September: Melchior Buchner, deutscher Maler und Stuckateur (* 1695)
- 13. September: Conrad Mannlich, deutscher Maler (* 1700)
- 30. September: Alberico Archinto, italienischer Kardinal, Kardinalstaatssekretär und Vizekanzler der Heiligen Römischen Kirche (* 1698)
- 06. Oktober: Yanagisawa Kien, japanischer Maler (* 1703)
- 08. Oktober: Christoph Ludwig Crell, deutscher Literatur- und Rechtswissenschaftler (* 1703)
- 13. Oktober: Isaak Faesch, Schweizer Kaufmann, Sklavenhändler, Offizier in fremden Diensten sowie Gouverneur der niederländischen Kolonien St. Eustatius und Curaçao (* 1687)
- 14. Oktober: James Keith, schottischer Jakobit, General der russischen Armee, Generalfeldmarschall der preußischen Armee und Vertrauter Friedrichs des Großen (* 1696)

Grabmal Wilhelmines in der Schlosskirche Bayreuth

- 14. Oktober: Wilhelmine von Preußen, Markgräfin von Brandenburg-Bayreuth, Schwester Friedrichs des Großen (* 1709)
- 20. Oktober: Charles Spencer, 3. Duke of Marlborough, britischer Adeliger und Politiker (* 1706)
- 24. Oktober: Michael David, kurfürstlich hannoverscher und königlich britannischer Hof- und Kammeragent (* 1685)
- 04. November: Johann Christian Stock, deutscher Mediziner (* 1707)
- 05. November: Hans Egede, dänisch-norwegischer Pfarrer und „Apostel der Grönländer“ (* 1686)
- 06. November: Heinrich XXXV., Fürst von Schwarzburg-Sondershausen (* 1689)
- 20. November: Johan Helmich Roman, schwedischer Komponist (* 1694)
- 24. November: Johann Tobias Dressel, sächsischer Orgelbauer (* 1687)
- 27. November: Francesco Bernardi, genannt Senesino, italienischer Mezzosoprankastrat (* 1686)
- 28. November: Margareta Klopstock, deutsche Schriftstellerin (* 1728)
- 05. Dezember: Johann Friedrich Fasch, sächsischer Komponist (* 1688)
- 06. Dezember: Johann August Bach, deutscher Rechtshistoriker (* 1721)
- 12. Dezember: Françoise de Graffigny, französische Schriftstellerin und Salonnière (* 1695)

### Genaues Todesdatum unbekannt
- Elizabeth Blackwell, schottische Zeichnerin, Kupferstecherin und Illustratorin (* um 1700)
- Giampaolo De Dominici, neapolitanischer Schauspieler, Musiker, Sänger und Komponist (* 1680)
- Domenico Francia, italienischer Maler (* 1702)
- François Mackandal, Anführer der haitianischen Maroons in Saint-Domingue
- Martin von Neugebauer, schwedischer Diplomat und Kanzler in Schwedisch-Pommern (* 1670)